# お化け騒動
『お化け騒動』（おばけそうどう、原題：Fraidy Cat、1942年1月17日）は、『トムとジェリー』の作品のひとつ。日本においてはパブリックドメインである。

## スタッフ
- 監督 - ウィリアム・ハンナ、ジョセフ・バーベラ、ルドルフ・アイジング（クレジット無し）
- 製作 - フレッド・クインビー（初公開版ではクレジット無し）、ルドルフ・アイジング（クレジット無し）
- 共同製作 - ウィリアム・ハンナ（クレジット無し）
- 脚本 - ウィリアム・ハンナ、ジョセフ・バーベラ（全員クレジット無し）
- 原画 - ビル・リトルジョン、アーヴン・スペンス、ジョージ・ゴードン、ジャック・サンダー、セシル・サリー、レイ・エイブラムス、マイケル・ラー、カール・アルバノー（全員クレジット無し）
- レイアウト - ハービー・アイゼンバーグ（クレジット無し）
- 背景 - ジョセフ・スミス（クレジット無し）
- 音楽 - スコット・ブラッドリー（クレジット無し）

## 作品内容
夜も更けた頃、トムは暗がりの一室でラジオの怪談話を聴いていた。「全身の毛が逆立ち、背筋が凍りつき、口から心臓が飛び出る」ような恐怖におののくトムを覗き見ていたジェリーは面白おかしく思い、すっかり幽霊の存在を信じ込んでいる彼を脅かそうと、白いナイトガウンを提げた掃除機を動かすなどして悪戯を仕掛ける。
最初はお化けのせいだと思い込み怖がっていたトムだったが、やがて正体がジェリーだと分かりいつものように追いかけ回す。そこへ物音に起こされたお手伝いさんが「泥棒でも入ったかしら」と白いネグリジェ姿で降りてきた。そうとはつゆ知らずジェリーがまたお化けに変装していると勘違いしたトムはお手伝いさんの尻に噛み付いて、怒った彼女にお仕置きされてしまう。
一方、缶に隠れていたジェリーは、小麦粉まみれの自分の姿がグラスに映ったものを幽霊と勘違いして仰天。思わず巣穴まで逃げ込むのだった。

## 登場キャラクター
トム
ラジオの怪談番組を聴いて怯え、何者かに様々ないたずらを仕掛けられるが、ジェリーの仕業だとわかると追いかけっこを始める。だが最後はジェリーと間違えてお手伝いさんの尻に噛みついてしまい、彼女からお仕置きを受けてしまった。
ジェリー
怪談番組を聴いて怯えきったトムを面白がり様々ないたずらをする。
お手伝いさん
物音に目を覚まし、「泥棒が入ったのでは」と考えトム達のいる部屋へ忍び寄る。トムがジェリーと間違え自身の尻に噛みついたことに憤慨。トムの尻を綿棒で叩いて追い出した。

## 備考
- 原題の「Fraidy Cat」は「怖がり」「弱虫」を意味し、本作において怪談や（ジェリーによる）怪奇現象に怯える「Cat（＝トム）」に引っかけている。
- トムの魂が9つに分かれ次々と掃除機に吸い込まれかける描写は、「A cat has nine lives.（ネコに九生あり / なかなかくたばらない）」という英語のことわざに基づいている。
- 本作品ではサブタイトルより先にスタッフクレジットを表示する。